# Démographie du Pérou
Cet article contient des statistiques sur la démographie au Pérou en 2015.

## Évolution de la population

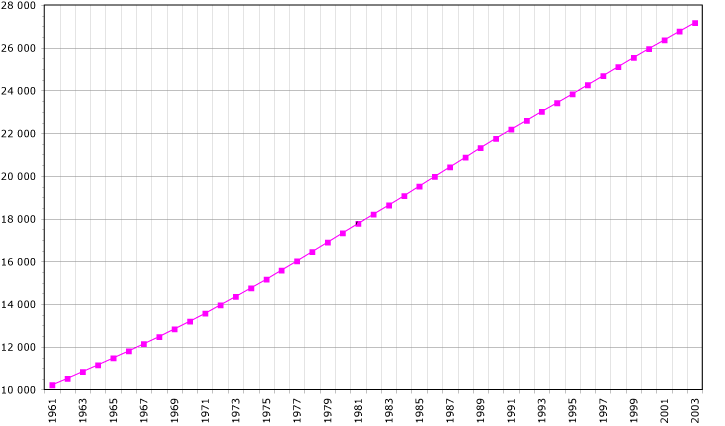
Évolution démographique

## Immigration
Le Pérou s'est ouvert à l'immigration japonaise à la fin du XIXe siècle, recherchant surtout des travailleurs agricoles. Cette immigration a perduré jusque dans les années 1930. Elle a dû affronter la vindicte populaire pendant la Seconde Guerre mondiale. Les Japonais-Péruviens, soupçonnés d’être restés fidèles à un Japon belliqueux, ont été internés dans des camps aux États-Unis. Leurs biens ont été confisqués au Pérou.

## Langues
Le quechua est reconnu comme langue officielle depuis 1975. Plus de 15 % des Péruviens parlent l'une des 48 langues autochtones qui ne sont pas l'espagnol.

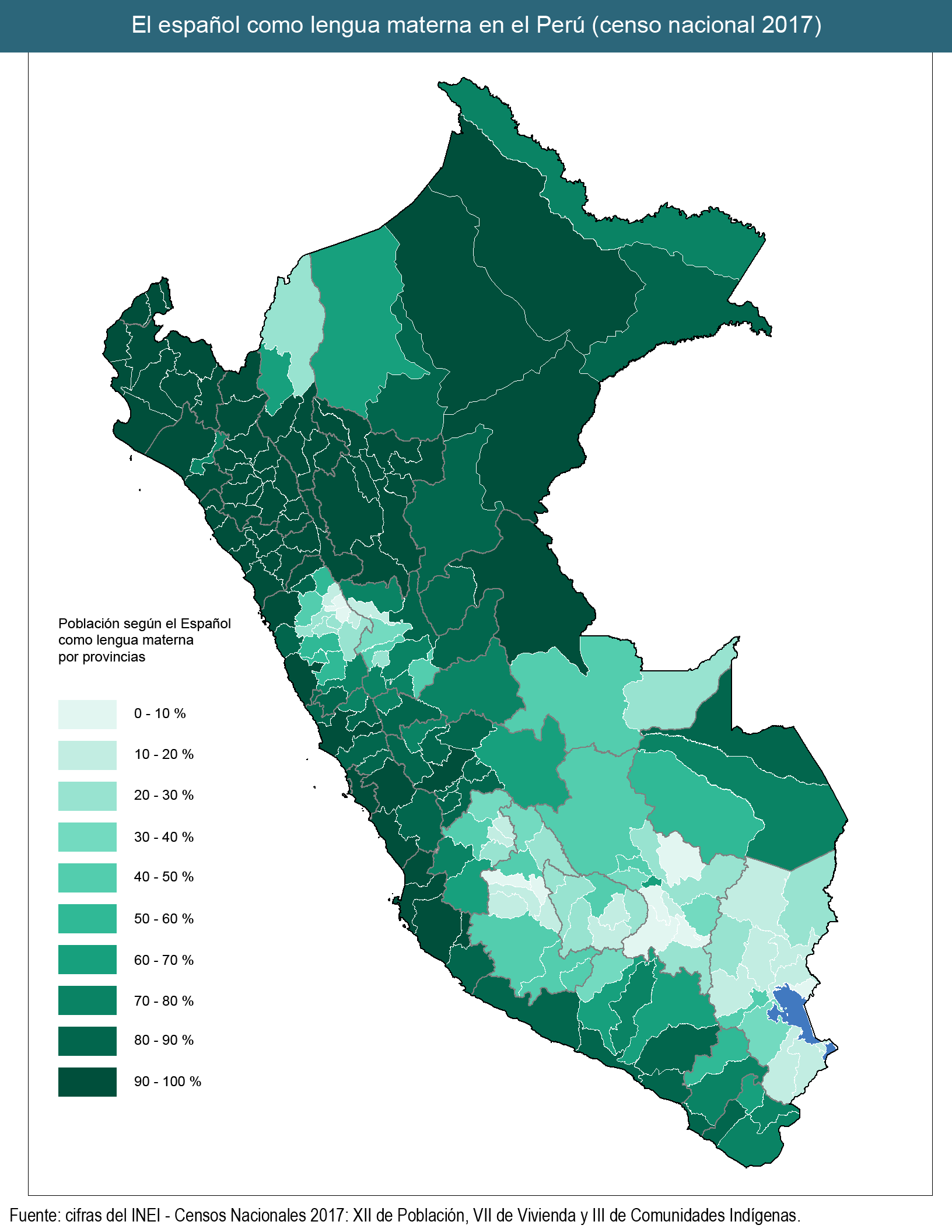
Carte des locuteurs natifs de l'espagnol selon le recensement de 2017.
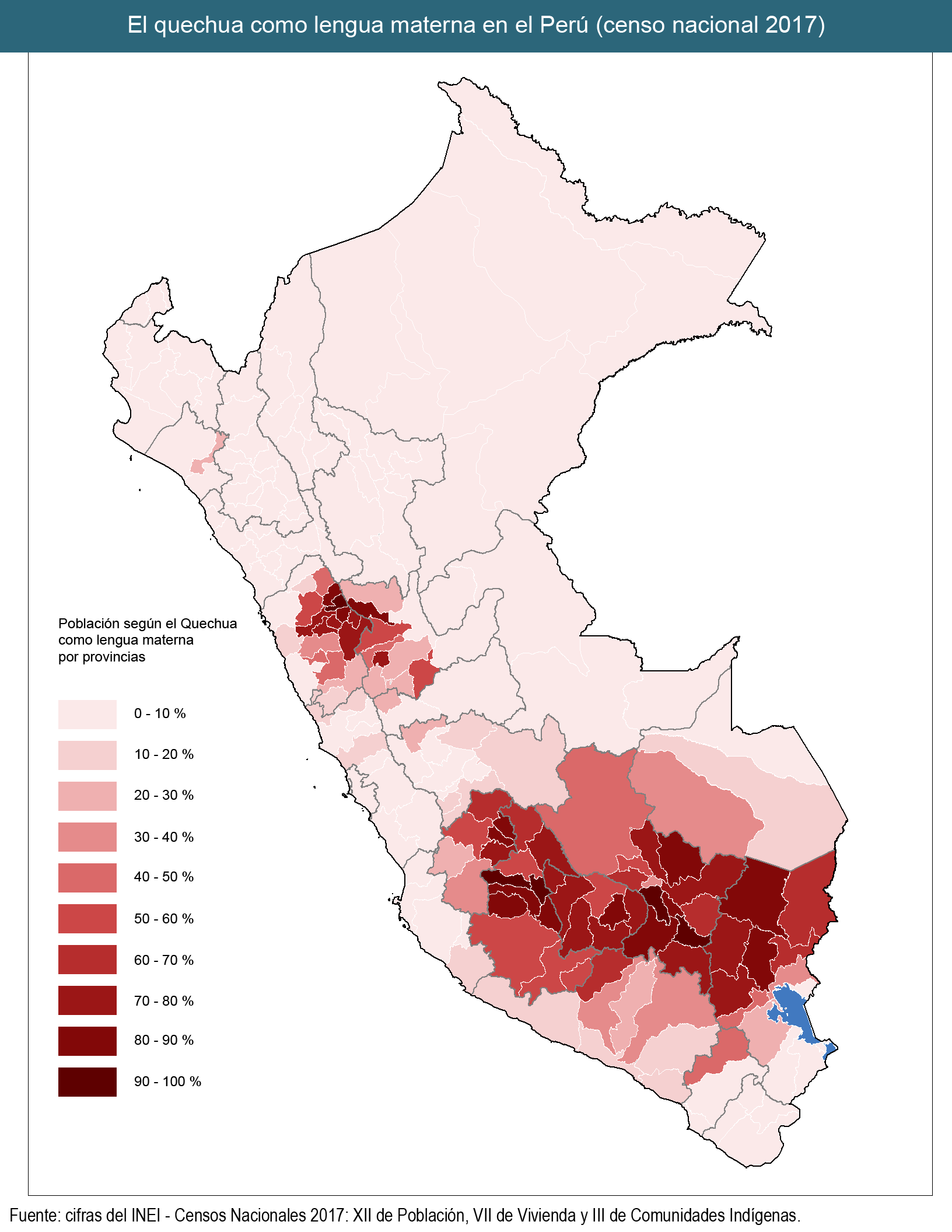
Carte des locuteurs natifs du quechua selon le recensement de 2017.
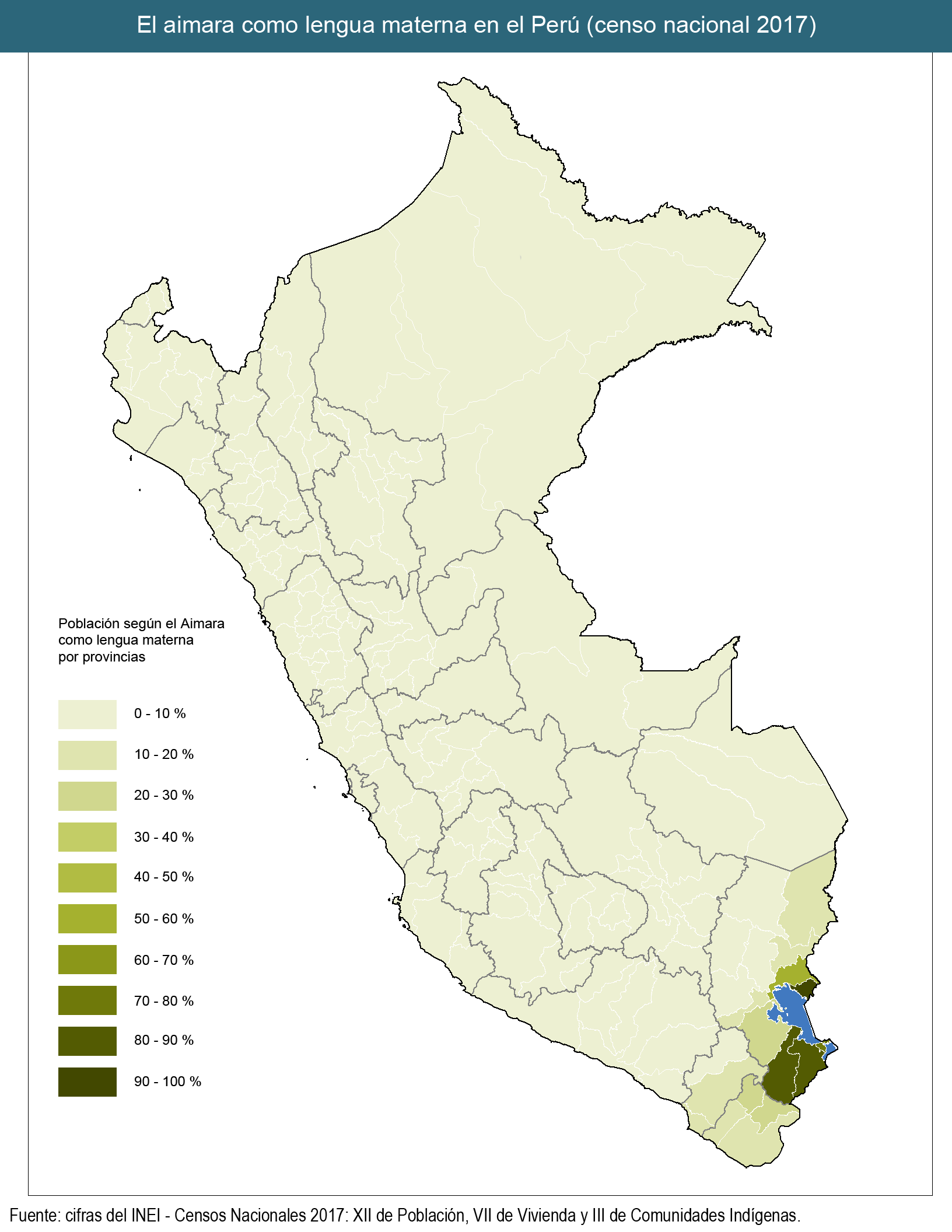
Carte des locuteurs natifs de l'aimara selon le recensement de 2017.
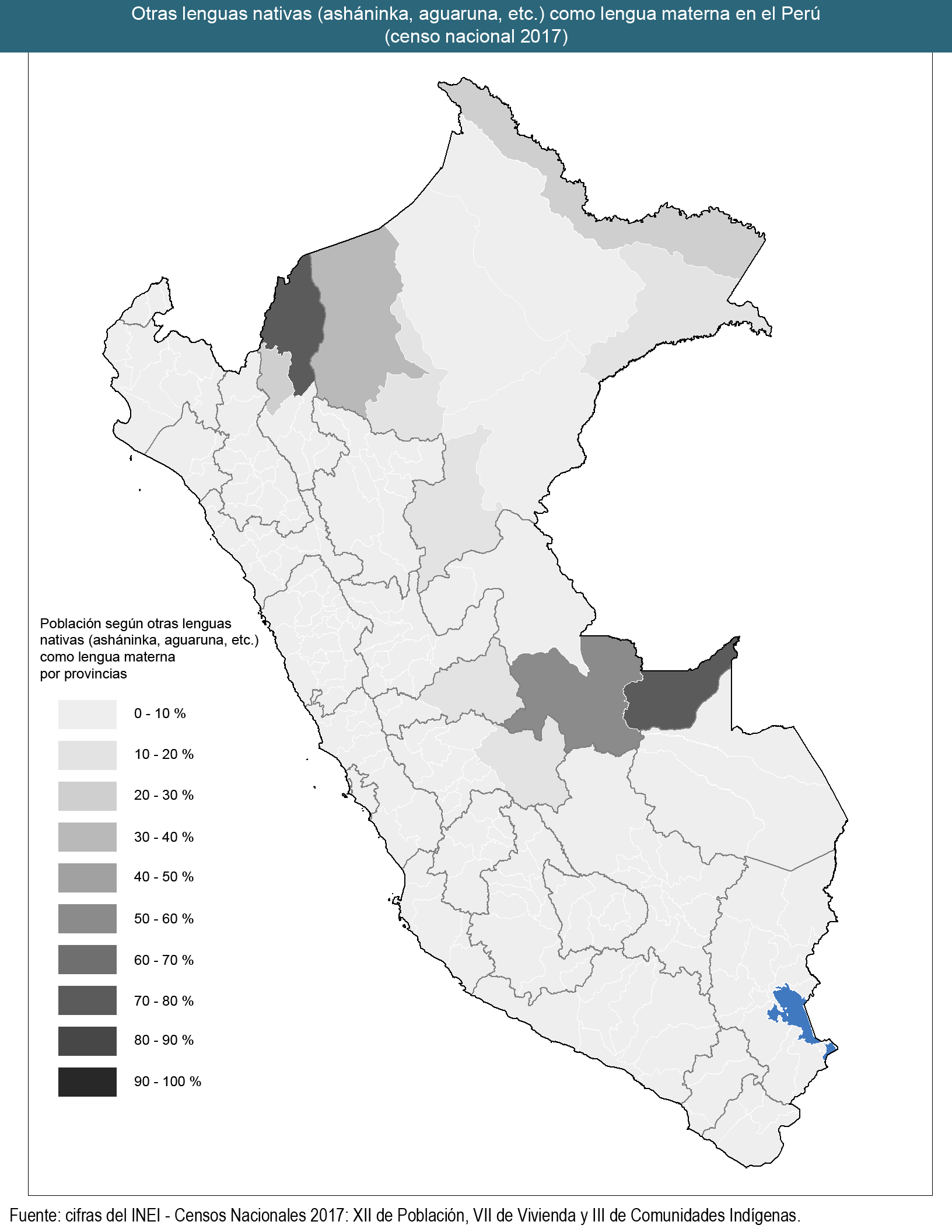
Carte des locuteurs natifs d'une autre langue indigène selon le recensement de 2017.